# 안드로스테네스
안드로스테네스(Androsthenes, 고대 그리스어: Ἀνδροσθένης) 혹은 타소스의 안드로스테네스(Androsthenes of Thasos)는 칼리스트라투스(Callistratus)의 아들로 알렉산드로스 대왕(Alexander the Great)의 장군이었다. 안드로스테네스라는 이름은 "남성의 힘"(Man's Strength)이라는 뜻이다. 네아르코스(Nearchus)와 더불어 '삼단노장착갤리선사령관'(trierarch)'으로 항해하였고, 알렉산드로스는 그를 파견하여 유프라테스(Euphrates)에서 출발해 페르시아만(Persian Gulf)을 항해하게 하였다. 그는 트리아콘토르(triacontor) 선박을 타고 아라비아 연안을 따라 갔으며, 펠라의 아르키아스(Archias of Pella)보다도 멀리 항해했다. 안드로스테네스는 이 항해에 대하여 인도양 항해(The Navigation of the Indian sea, 'Ὁ τῆς Ἰνδικῆς παραπλοῦς)라는 제목으로 보고하였다.

## 같이 보기
- 마우리아 왕조
- 알렉산드로스 대왕